# Pargilin
A pargilin (INN: pargyline) vízben nem oldódó folyadék (op. 18°C). Hidrokloridsó formájában forgalmazzák, mely fehér színű, vízben oldódó, higroszkópos szilárd anyag (op. 156–160°C).
Szelektív, irreverzibilis MAO-B-gátló gyógyszerhatóanyag, vérnyomáscsökkentő hatással. Közepes ill. súlyos magas vérnyomás kezelésére alkalmazzák.

## Mellékhatások[3]
- hipoglikémia (a vércukorszint leesése)
- ortosztázis (a vérnyomás hirtelen leesése felálláskor)

## Készítmények[4]
Önálló szerként:
- Eudatin
- Eutonyl-Ten
- Supirdyl

Hidroklorid formában:
- Eutonyl

Pargilin hidroklorid metilclotiaziddal kombinálva:
- Eutron

## Egyéb felhasználások
Az MPTP nevű szer főemlősökben a Parkinson-kór tüneteit váltja ki, ezért annak kiváltására használják kutatási célból. A pargilin megelőzi az MPTP neurotoxikus hatását. Ezen felül gátolja az MPTP átalakulását MPP+-szá.
A pargilin egy másik, meglepő alkalmazása a hajhagyma anyagcseréjének és életciklusának megváltoztatása a hajhullás megelőzésére.

## Fordítás
- Ez a szócikk részben vagy egészben  a   Pargyline című angol Wikipédia-szócikk fordításán alapul.  Az eredeti cikk szerkesztőit annak laptörténete sorolja fel. Ez a jelzés csupán a megfogalmazás eredetét és a szerzői jogokat jelzi, nem szolgál a cikkben szereplő információk forrásmegjelöléseként.